# Municipio de Harris (Míchigan)
El municipio de Harris (en inglés: Harris Township) es un municipio ubicado en el condado de Menominee en el estado estadounidense de Míchigan. En el año 2010 tenía una población de 1968 habitantes y una densidad poblacional de 5,3 personas por km².

## Geografía
El municipio de Harris se encuentra ubicado en las coordenadas 45°48′32″N 87°23′10″O / 45.80889, -87.38611. Según la Oficina del Censo de los Estados Unidos, el municipio tiene una superficie total de 371.43 km², de la cual 371,07 km² corresponden a tierra firme y (0,1 %) 0,37 km² es agua.

## Demografía
Según el censo de 2010, había 1968 personas residiendo en el municipio de Harris. La densidad de población era de 5,3 hab./km². De los 1968 habitantes, el municipio de Harris estaba compuesto por el 72,92 % blancos, el 0,1 % eran afroamericanos, el 24,19 % eran amerindios, el 0,05 % eran asiáticos, el 0,36 % eran de otras razas y el 2,39 % eran de una mezcla de razas. Del total de la población el 1,37 % eran hispanos o latinos de cualquier raza.